# Кемпинский, Станислав
Станислав Кемпинский (пол. Stanisław Kępiński, 11 ноября 1867, Бохня, Королевство Галиции и Лодомерии, Австро-Венгрия — 25 марта 1908, Закопане, Королевство Галиции и Лодомерии, Австро-Венгрия) — польский учёный-математик, педагог, профессор Львовской Высшей Политехнической школы. Ректор Львовской Высшей Политехнической школы (ныне Национальный университет «Львовская политехника») (1903—1904). Доктор философии.

## Биография
В 1885 году окончил гимназию в Кракове.
В 1885—1889 годах изучал математику, физику и астрономию в Ягеллонском университете.
В 1891 году получил степень доктора философии. Впоследствии продолжил обучение в университетах Гёттингена и Берлина.
По возвращении в Краков работал учителем математики в Высшей реальной школе.
В 1893—1896 годах, как приват-доцент преподавал математику в Ягеллонском университете, с 1896 года — экстра-ординарный профессор.
В 1898 году был назначен профессором кафедры математики Политехнической школы во Львове.
В 1902—1908 годах его четыре раза избирали деканом отдела инженерии, а в 1903—1904 учебном году был избран ректором Львовской Высшей Политехнической школы (ныне Национальный университет «Львовская политехника»).
Одновременно преподавал математику во Львовском университете.
Занимался исследованиями в области теории функций. Автор многих учебников и научных публикаций.
Избирался послом (депутатом) Галицкого Сейма (1901—1907).
Умер 24 марта 1908 году, покончив с собой в Закопане, где поправлял здоровье. Похоронен во Львове на Лычаковском кладбище.

## Избранные публикации
- O równaniach różniczkowych rzędu 2-go (1890)
- Własności szczególnych trójek punktów trójkąta (1890)
- Z teoryi nieciągłych grup podstawień liniowych, posiadających spółczynniki rzeczywiste (1893)
- O drganiach poprzecznych prętów sprężystych (1905)
- O całkach rozwiązań równań różniczkowych zwyczajnych liniowych jednorodnych rzędu drugiego,
- Podręcznik równań różniczkowych ze szczególnym uwzględnieniem potrzeb techników i fizyków (1907)
- Wykłady matematyki : równania różniczkowe (1902—1903)